# 드래곤 블레이드
《드래곤 블레이드》(天將雄師, 영어: Dragon Blade)는 2015년 공개된 중국의 액션 영화이다.

## 출연

### 주연
- 성룡
- 존 쿠삭
- 애드리언 브로디
- 시원
- 샤니 빈슨

### 조연
- 베니 어키데즈
- 레이먼드 람
- 오건호
- 케빈 리
- 맥스 황
- 임가흔
- 폴 필립 클락
- 토머 오즈
- 필리프 졸리
- 테무르 마미사스빌리
- 라이덴 인테그라
- 밴더 맥러드
- 자이 데이
- 알프레드 싱
- 해리 오램
- 샤오양

## 기타
- 무술감독: 성룡

## 같이 보기
- 대진 (국가)
- 로마-중국 관계